# Alexandra-Maria Timmel
Alexandra-Maria Timmel (* 5. Oktober 1965 in Wien) ist eine österreichische Schauspielerin.

## Leben
Nach der Matura am Gymnasium Maria Regina begann Alexandra-Maria Timmel ihre Ausbildung zur Schauspielerin am Konservatorium Wien (inzwischen MUK Privatuniversität), die sie 1987 erfolgreich abschloss.
Er folgten Engagements am Burgtheater, Theater in der Josefstadt, Volkstheater, Theater der Jugend, Theater Drachengasse, Ensemble Theater Wien, Kosmos Theater, Schauspielhaus Wien, Schauspiel Frankfurt, Neue Bühne Villach, Schloss-Spiele Kobersdorf, Sommerspiele Melk, Landgraf Theaterproduktion, Sommerspiele Schloss Marchegg, Raimundspiele Gutenstein, Festspiele Tillysburg, Theater an der Wien uvm.
Seit 2012 ist sie Schauspielreferentin an den Kreativakademien Niederösterreich und seit 2016 Dozentin für Rollengestaltung an der Filmacademy Vienna.
Mit ihrem Kollegen Reinhard Steiner tritt sie seit 2013 unter Timmel&Steiner auch musikalisch auf.
Sie hat zwei Söhne und lebt in Gaaden bei Wien.

## Filmografie (Auswahl)
- 2022: Bad Cop (Kurzfilm), Drehbuch und Regie: Sarah Wassermayr
- 2020: Vorstadtweiber (Fernsehserie, Serienrolle), Regie: Mirjam Unger
- 2019: Vorstadtweiber (Fernsehserie, Serienrolle), Regie: Mirjam Unger, Harald Sicheritz
- 2016: CopStories (Fernsehserie, eine Folge), Regie: Barbara Eder
- 2015: Regentage (Kurzfilm), Regie: Valentin Wanker
- 2014: Clara Immerwahr (Fernseh-Film), Regie: Harald Sicheritz
- 2014: In der Wand (Kurzfilm), Regie: Felix Krisai
- 2013: Der Hund bellt (Kurzfilm), Regie: Stefan Pollasek
- 2011: Schnell Ermittelt (Fernsehserie, eine Folge), Regie: Michi Riebl
- 2011: Vier Frauen und ein Todesfall (Fernsehserie, eine Folge), Regie: Wolfgang Murnberger
- 2010: Die Steintaler (Fernsehserie, eine Folge), Regie: Michi Riebl, Rupert Henning
- 2009: Der Winzerkönig (Fernsehserie, eine Folge), Regie: Claudia Jüptner-Jonstorff
- 2008: Tod eines Handlungsreisenden (Theaterfilm), Regie: Dieter Berner
- 2005: Ohio Wieso (Theaterfilm), Regie: Gabriel Barylli
- 1996: Kommissar Rex (Fernsehserie), Regie: Oliver Hirschbiegel
- 1991: Tatort: Telefongeld (Fernsehfilm), Regie: Hans Noever
- 1989: Die liebe Familie (Fernsehserie)